# Cheiramiona collinita
Cheiramiona collinita är en spindelart som först beskrevs av Lawrence 1938.  Cheiramiona collinita ingår i släktet Cheiramiona och familjen sporrspindlar. Inga underarter finns listade i Catalogue of Life.